# Kaposújlak
Kaposújlak là một thị trấn thuộc hạt Somogy, Hungary. Thị trấn này có diện tích 8,93 km², dân số năm 2010 là 730 người, mật độ 82 người/km².